# Zyklopen-Rundblattnase

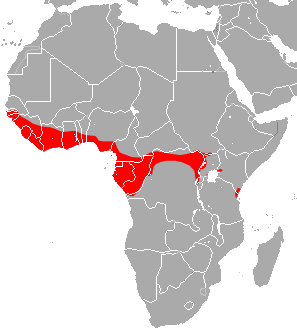
Verbreitungsgebiet der Zyklopen-Rundblattnase

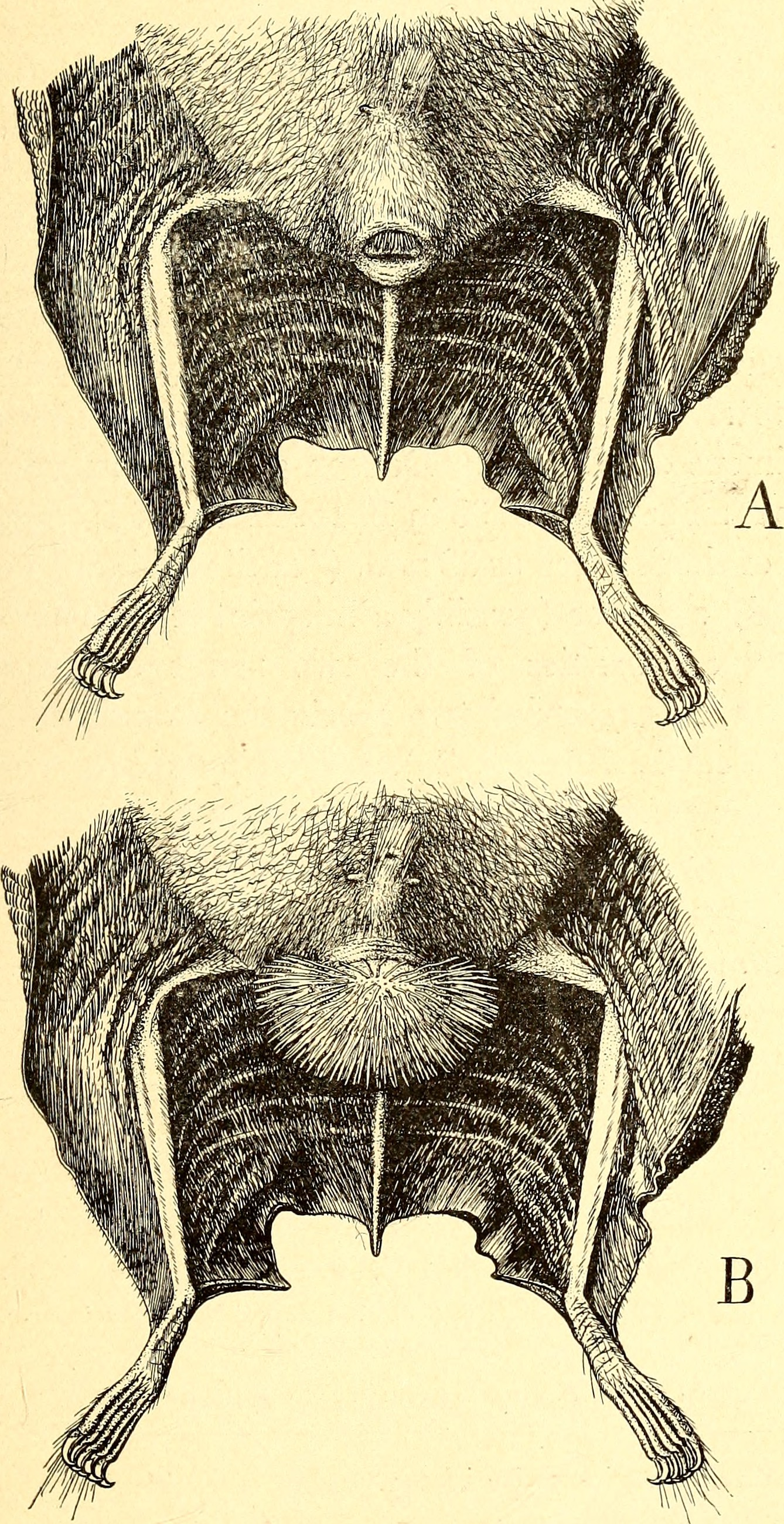
Studie des geschlossenen (A) und geöffneten (B) Sacks im Leistenbereich

Die Zyklopen-Rundblattnase (Doryrhina cyclops) ist ein im westlichen und zentralen Afrika verbreitetes Fledertier in der Familie der Rundblattnasen. Das Typusexemplar stammt aus Ghana. Der Name bezieht sich auf eine kleine Vertiefung auf der Stirnplatte des Schädels mit aufsitzendem Drüsensack. Dieser lässt an die einäugigen Kyklopen aus der griechischen Mythologie denken. Diese Art und die Kamerun-Rundblattnase (Doryrhina camerunensis) zählten bis 2017 zur Gattung Altwelt-Rundblattnasen (Hipposideros).

## Merkmale
Diese Fledermaus ist der Kamerun-Rundblattnase sehr ähnlich, deren Unterarme jedoch länger als 74 mm sind. Die Füße sind bei der Zyklopen-Rundblattnase im Verhältnis zum Körper kürzer. Andere nahe verwandte Gattungsvertreter haben ein anders geformtes Nasenblatt. Diese Art erreicht eine Gesamtlänge von 98 bis 133 mm, inklusive eines 20 bis 39 mm langen Schwanzes sowie ein Gewicht von 20 bis 55 g. Es sind 61 bis 74 mm lange Unterarme, Hinterfüße (mit Krallen) von 18 bis 22 mm Länge und 28 bis 38 mm lange Ohren vorhanden. Allgemein sind Weibchen größer als Männchen. Ein typisches Kennzeichen ist das lange, dicht und wollige Fell, das sie innerhalb der afrikanischen Rundblattnasen nur mit der Kamerun-Rundblattnase teilt. Die schwarzbraunen Haare haben teilweise hellere Spitzen, was ein gesprenkeltes Aussehen erzeugt. Populationen, die zeitweilig rotes oder oranges Fell aufweisen, gibt es nicht. Die Exemplare besitzen schwarzbraune Flughäute und lange Ohren, die in einer dreieckigen Spitze enden. Das Nasenblatt hat eine breite hufeisenförmige Grundform, die teilweise die Oberlippe verdeckt, und darauf zwei blattförmige Aufsätze. Zusätzlich gibt es zwei kleine keulenförmige Anhänge, einer zwischen den Nasenlöchern und einer auf der Oberseite des hinteren Blattes. An der Stelle der genannten Schädelvertiefung befindet sich ein Drüsensack, der von steifen Haaren umgeben ist. Das Sekret ist wachsartig und duftet nach Moschus. Bei Männchen kommt neben den Hoden zwischen dem Penis und dem Anus ein weiterer Sack vor, der möglicherweise eine Drüse und rotbraune Haare enthält. Bei Weibchen sind an der entsprechenden Stelle nur borstige Haare vorhanden. Daneben befinden sich zwei falsche Zitzen von unterschiedlicher Größe. Jungtiere halten sich beim Transport an diesen Nippeln fest. Die zwei eigentlichen Zitzen liegen seitlich an der Brust.
Die Zahnformel lautet I 1/2, C 1/1, P 2/2, M 3/3, was 30 Zähne im Gebiss ergibt. Auf den oberen Schneidezähnen kommen zwei unscheinbare Höcker vor. Der erste obere Prämolar ist klein und liegt seitlich von der Zahnreihe.

## Verbreitung
Das Verbreitungsgebiet reicht von Gambia und Senegal entlang eines breiten Streifens an der Küste bis in den Südwesten von Kamerun und weiter bis in den Westen von Uganda und Ruanda sowie bis in die westliche Demokratische Republik Kongo. Disjunkte Populationen sind auf Bioko, im Westens Kenias und im Grenzbereich Kenia/Tansania am Indischen Ozean vorhanden. Die Zyklopen-Rundblattnase lebt im Flachland und in Gebirgen bis 1000 Meter Höhe. Sie hält sich in feuchten tropischen Wäldern, Galeriewäldern und in Savannen auf. Die Art meidet stark veränderte Landschaften. Typisch sind Wälder mit Cynometra-Arten.

## Lebensweise
Einzelne Individuen, Paare oder Gruppen mit bis zu 12 Mitgliedern ruhen am Tage in Baumhöhlen oder selten in Gebäuden und in Bergwerken. Oft liegen die Verstecke in der Äthiopischen Palmyrapalme, im Kapokbaum, in Klainedoxa gabonensis, in Mitragyna stipulosa (Rötegewächse), in Ricinodendron heudelotii oder in Bäumen der Gattungen Kordien, Cynometra und Macaranga (Wolfsmilchgewächse). Die Gruppen enthalten mehr Weibchen als Männchen. Der Ruheplatz wird mit anderen Fledermäusen oder Kleinsäugern geteilt. Dazu zählen der Angolanische Samtfell-Flughund, die Kurzflügel-Bulldoggfledermaus (Mops brachypterus), die Dja-Schlitznase, die Ägyptische Schlitznase, die Alkyone-Hufeisennase (Rhinolophus alcyone), die Lander-Hufeisennase (Rhinolophus landeri), Primaten der Familie Galagos, Afrikanische Bilche, Echte Dornschwanzhörnchen, der Großohr-Gleitbilch und das Nagetier Praomys tullbergi.
Diese Fledermaus jagt vorwiegend Schwärmer sowie Käfer, Wanzen, Netzflügler, Hautflügler und gelegentlich Ameisen sowie Staubläuse. Die Frequenz der Rufe zur Echoortung liegt zwischen 58 und 61 kHz. Zusätzlich gibt es Schreie, die von Personen mit gutem Gehör war genommen werden. Aufgrund recht großer Augen wird eine Orientierung mithilfe dieser angenommen. Die Zyklopen-Rundblattnase und Bilche ließen sich nur durch über 90-minütige Raucheinwirkung aus ihrem Bau vertreiben. Die Paarungszeit ist abhängig von der Verbreitung. Nach bis zu 3,5 Monaten Trächtigkeit kommt ein Neugeborenes pro Wurf vor.

## Gefährdung
Nach Waldrodungen verlässt die Art Teile ihres Reviers. Trotz Abnahme der Gesamtpopulation gilt sie in geeigneten Habitaten als gewöhnlich vorkommend. Die IUCN listet die Zyklopen-Rundblattnase als nicht gefährdet (least concern).